# 대한민국 제14대 대통령 선거 민주당 후보 경선
대한민국 제14대 대통령 선거 민주당 후보 경선은 1992년 대한민국 대통령 선거에 출마할 민주당의 대통령 후보를 전당대회 대의원들의 투표를 통해 선출한 것을 말한다.

## 배경

### 경선 방식
경선 후보로 등록하려면 재적 대의원의 10분의 1 이상, 7분의 1 이하의 추천을 받아야 했으며, 최종 후보는 전당대회에서 재적 대의원의 과반을 득표해야 하도록 했다. 만일 1차 투표에서 과반 득표자가 없을 시엔 최고득표자와 차점자에 대하여 2차 투표를 진행하도록 했으며, 만약 2차 투표에서도 과반 득표자가 나오지 않을 시 결선 투표를 진행해 최다 득표자를 후보자로 선출하도록 했다.

### 계파 구도
민주당은 평화민주당의 후신인 '신민주연합당'과 통일민주당 탈당파들이 만든 '민주당'이 합당해 탄생한 정당이었다. 그러나 합당 당시 신민당은 제1야당이었던 반면 민주당은 원내교섭단체도 구성하지 못하는 처지였고, 자연히 창당 후 당의 주도권은 신민계가 쥐게 되었다. 그런 상황에서 대통령 후보 경선은 형식적인 것에 불과했으며, 신민계의 수장이던 김대중 후보의 압승이 확실시되었다.
이같이 승리가 확실함에도 불구하고 신민계는 김대중 후보의 득표율을 최대한 높일 목적으로 대의원 선출 경선에 총력전을 벌여, 가뜩이나 불리한 위치에 있던 민주계의 반발을 샀다. 특히 5월 15일 강원 대회에서 벌어진 폭력 사태로 당내 갈등은 증폭, 급기야는 민주계가 전대 참여 거부를 선언하기에 이른다. 신민계는 경선 파행을 막기 위해 민주계에서 제시한 김대중 대표 대선 후 2선 후퇴, 최고위원•대통령 후보 분리 선출 등을 모두 수용했으며, 이에 이기택 후보 및 민주계 최고위원 후보들이 후보 등록 마감일인 5월 22일 후보 등록 서류를 제출하며 민주당의 내분은 극적으로 봉합되었다.
전당대회 당시 재적 대의원 2,426명 중 신민계 대의원이 1,537명, 민주계 대의원이 889명으로, 합당 당시 합의된 두 계파의 당내 지분 비율(신민 6:민주 4)이 그대로 유지된 것으로 나타났다.

## 후보
| 민주당 제14대 대통령 선거 경선 후보 | 민주당 제14대 대통령 선거 경선 후보 | 민주당 제14대 대통령 선거 경선 후보 | 민주당 제14대 대통령 선거 경선 후보 | 민주당 제14대 대통령 선거 경선 후보 |
| 후보                                | 생년                                | 경력 | 비고                                |                                     |
| ----------------------------------- | ----------------------------------- | --- | ----------------------------------- | ----------------------------------- |
| 김대중                              | 1924년                              | 제5·6·7·8·13대 국회의원 신민당 제7대 대통령 선거 후보 前 평화민주당 총재 평화민주당 제13대 대통령 선거 후보 前 신민주연합당 총재 민주당 (1991년 대한민국) 공동대표최고위원 | 최종 후보 선출                      |                                     |
| 이기택                              | 1937년                              | 제7·8·9·10·12·13대 국회의원 前 통일민주당 원내총무 前 민주당 (1990년 대한민국) 총재 민주당 (1991년 대한민국) 공동대표최고위원                                              |                                     |                                     |

민주계의 수장인 이기택 공동대표는 5월 8일 지역주의 타파와 세대 교체를 외치며 출마를 선언했으며, 신민계의 수장인 김대중 공동대표 역시 5월 16일 마지막 대선 출마라며 출마를 선언했다.
한영수 전 의원 또한 4월 15일 출마를 선언해 3파전이 예상됐으나, 한 전 의원은 경선이 계파 줄세우기로 변질됐다고 항의하며 5월 21일 후보 등록 포기를 선언했다. 한 전 의원은 이후 민주당을 탈당하고 이종찬 의원의 새한국당 창당에 참여하였다.
최고위원 경선 후보들에게는 추첨을 통해 기호가 부여되었으나, 대선 후보 경선 후보들에게는 기호가 부여되지 않았다. 다만 투표용지에는 김대중 후보의 이름이 좌측에, 이기택 후보의 이름이 우측에 게재되었다.

## 전당대회

### 첫째날: 당 대표
5월 25일, 민주당은 대의원 2,426명 중 2,403명이 참석한 가운데 전당대회를 개회했다. 이 날 민주당은 당헌을 개정, 두 공동 대표 중 연장자가 법적 대표를 맡는다는 규정을 삭제함으로써 김대중 대표와 이기택 대표의 지위를 같게 했다.
그 다음 순서로 총 2명을 뽑는 공동대표 선거에는 후보 등록 결과 현 공동대표인 김대중·이기택 2인만이 출마하여, 선거를 치를 필요 없이 두 후보가 무투표 당선됐다.
또한 민주당은 이 날 2명의 대통령 후보 경선 후보와 14명의 최고위원 후보의 정견 발표를 들었다.

### 둘째날: 최고위원·대선 후보

#### 최고위원 선거
5월 26일, 민주당은 최고위원 선거와 대통령 후보 선거를 치렀다. 4인 연기명 투표제로 치러진 최고위원 선거에서는 최고위원 8명 중 신민계가 6명, 민주계가 2명이 당선되고 득표율에서도 신민계 후보들이 65%, 민주계 후보들이 35%를 득표하는 등 창당 당시 합의된 양 계파의 지분 비율인 6:4 균형이 흔들리는 모습을 보였다.
사전에 신민계가 표를 나눠주어 4:4의 결과를 내도록 할 것이 합의되어 있었음에도 이같은 결과가 나온 것에 대해 민주계는 당을 완전 장악하려는 신민계의 배신이라며 남은 대회 일정을 보이콧할 것을 고려하기도 했으나, 결국 당의 화합을 위해 승복하기로 결정했다. 개표 관계자들에 따르면 당시 투표 방법에 대해 제대로 인지하지 못한 탓인지, 100~250표 가량이 4명이 아닌 1~2명의 이름에만 기표된 경우가 발견되었다고 하며, 그 중 대부분은 민주계 후보에게 투표된 표들이었다고 알려져 민주계가 자파 대의원들을 제대로 관리하지 못한 것이 아니냐는 분석도 있었다.
| 순위 | 후보   | 계파 | 득표  | 비고 |
| ---- | ------ | ---- | ----- | ---- |
| 1    | 김상현 | 신민 | 1,028 | 당선 |
| 2    | 김영배 | 신민 | 891   | 당선 |
| 3    | 조세형 | 신민 | 853   | 당선 |
| 4    | 박영숙 | 신민 | 794   | 당선 |
| 5    | 김정길 | 민주 | 773   | 당선 |
| 6    | 정대철 | 신민 | 729   | 당선 |
| 7    | 김원기 | 신민 | 700   | 당선 |
| 8    | 이부영 | 민주 | 636   | 당선 |
| 9    | 장기욱 | 민주 | 619   |      |
| 10   | 조순형 | 민주 | 565   |      |
| 11   | 김현규 | 민주 | 513   |      |
| 12   | 박영록 | 신민 | 380   |      |
| 13   | 이우정 | 신민 | 372   |      |
| 14   | 박일   | 신민 | 210   |      |

#### 대통령 후보 선거
대선 후보 경선에선 신민주연합당과 민주당의 합당 당시 6:4로 합의된 계파 비율과 거의 일치하는 결과가 나와, '황금비율'이라는 평가를 받으며 민주계의 반발도 어느 정도 수그러들게 되는 효과를 보였다.
김대중 대표는 민주당의 제14대 대통령 후보로 공식 당선되어, 1971년과 1987년에 이어 세번째 대선 출마를 하게 되었다.
| 이름        | 득표수 | 득표율 | 비고 |
| ----------- | ------ | ------ | ---- |
| 김대중      | 1,413  | 58.24  | 당선 |
| 이기택      | 925    | 38.13  |      |
| 무효        | 10     | 0.41   |      |
| 기권        | 78     | 3.22   |      |
| 재적 대의원 | 2,426  | 100    |      |
| 당선정족수  | 1,214  |        |      |

## 같이 보기
- 대한민국 제14대 대통령 선거
- 대한민국 제14대 대통령 선거 민주자유당 후보 경선
- 대한민국 제14대 대통령 선거 통일국민당 후보 선출